# Francisco Capúz
Fray Francisco Capúz fue un religioso y escultor nacido en Valencia, España en 1665 y falleció el 22 de noviembre de 1727.

## Biografía
Francisco fue escultor y religioso, y tomó el hábito en el convento de Santo Domingo de Valencia el 17 de diciembre de 1679 y profesó en 18 del mismo mes del año y siguiente y falleció en el propio convento ordenado sacerdote en 1727.

## Obras
Como escultor, Francisco, se distinguió en hacer estatuas pequeñas de marfil y dio pruebas de la perspicacia de su vista trabajando figuritas imperceptibles e historias del tamaño de un hueso de cereza, que merecieron el aplauso de algunos aficionados.